# Naveta spațială Discovery

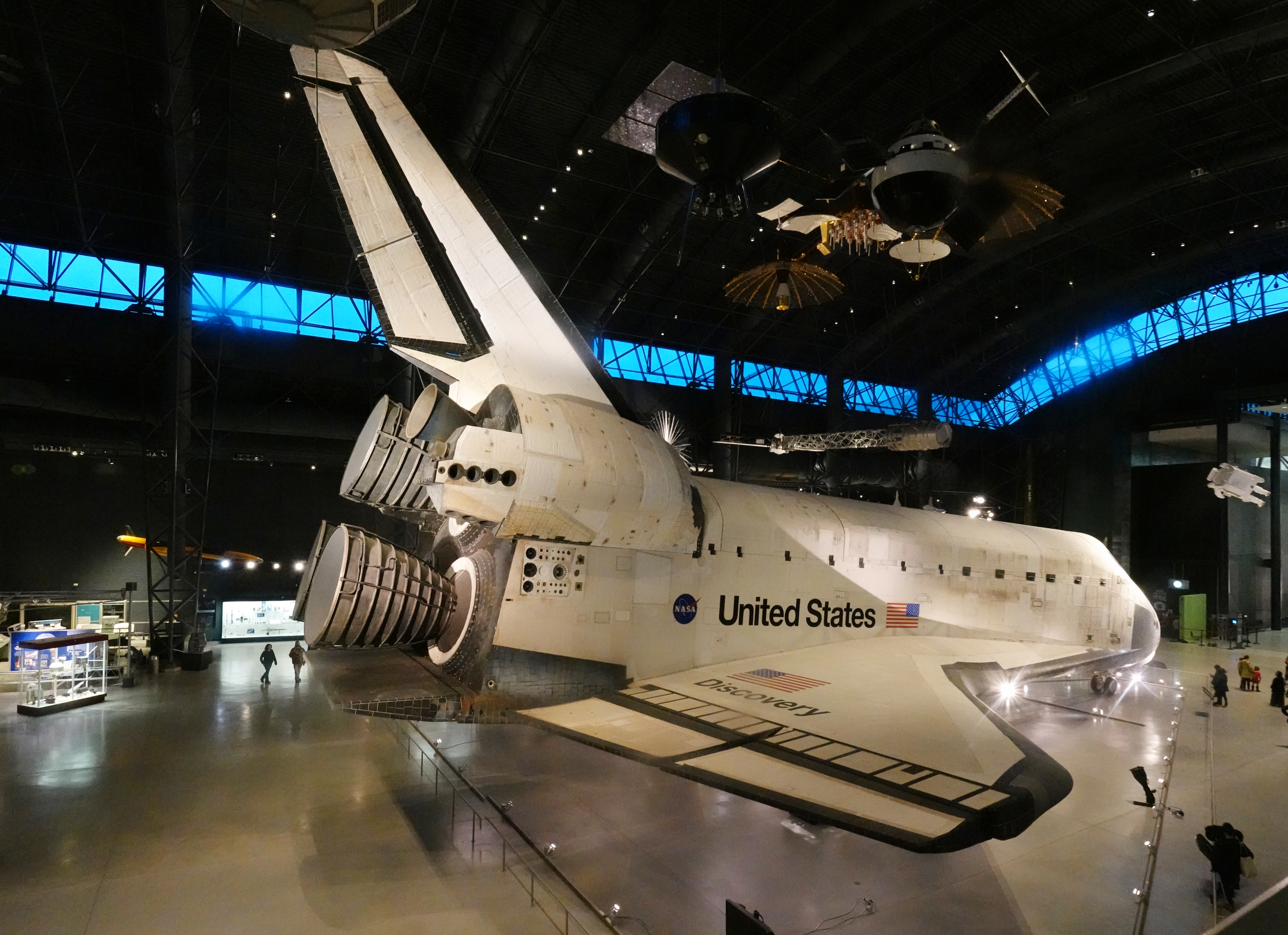
Discovery expusă

Naveta Spațială Discovery a fost una din cele trei navete rămase operaționale în flota navetelor spațiale ale NASA. Zburând pentru prima oară în 1984, Discovery a fost cea de-a treia Navetă Spațială operațională și cea mai bătrână dintre cele aflate în serviciu. Discovery a efectuat misiuni de cercetare, dar și de asamblare a Stației Spațiale Internaționale. 
Naveta își trage numele de la vasul de explorare Discovery, care l-a însoțit pe exploratorul James Cook în timpul ultimei sale călătorii importante.
Discovery a fost naveta care a lansat Telescopul spațial Hubble. Misiunile a doua și a treia de întreținere a Hubble au fost conduse, de asemenea, de Discovery. Este programată și a cincea misiune de întreținere, tot cu ajutorul navei Discovery. Naveta a lansat sonda Ulysses și trei sateliți TDRS. Discovery a fost aleasă de două ori ca vehicul pentru reîntoarcerea la zbor, prima dată în 1986, după dezastrul navetei Challenger în 1984, dar și în cele două misiuni din iulie 2005 și iulie 2006, după dezastrul navetei Columbia, din 2003.
Discovery a fost prima navetă operațională care a fost scoasă din uz, fiind urmată de Endeavour.

## Zboruri
A făcut 39 zboruri, petrecând 365 zile în spațiu, completând 5.830 orbite. A parcurs 238.539.663 km. Discovery a efectuat mai multe zboruri individuale decât orice altă navetă spațială în istorie. A efectuat și misiunile de "întoarcere la zbor" după dezastrele navetelor Challenger și Columbia : STS-26 în 1988, STS-114 în 2005 și STS-121 în 2006.

## Misiuni importante
- STS-41-D: Primul zbor
- STS-51-D: A transportat primul membru al Congresului American în spațiu, Senatorul Jake Garn (R-UT)
- STS-26: Reîntoarcere la zbor după dezastrul Challenger (STS-51-L)
- STS-31: Lansarea Telescopului Spațial Hubble
- STS-95: Al doilea zbor al lui John Glenn, cel mai bătrân om în spațiu și al doilea membru al Congresului în spațiu.
- STS-92, a 100-a misiune a unei Navete Spațiale
- STS-114: Reîntoarcere la zbor după dezastrul Columbia (STS-107)
- STS-121: A doua misiune de reîntoarcere la zbor după Columbia și prima lansare pe data de 4 iulie, ziua națională a Statelor Unite Ale Americii.
- STS-116: Prima lansare pe timp de noapte după dezastrul Columbia
- STS-131: Cea mai lungă misiune pentru Discovery

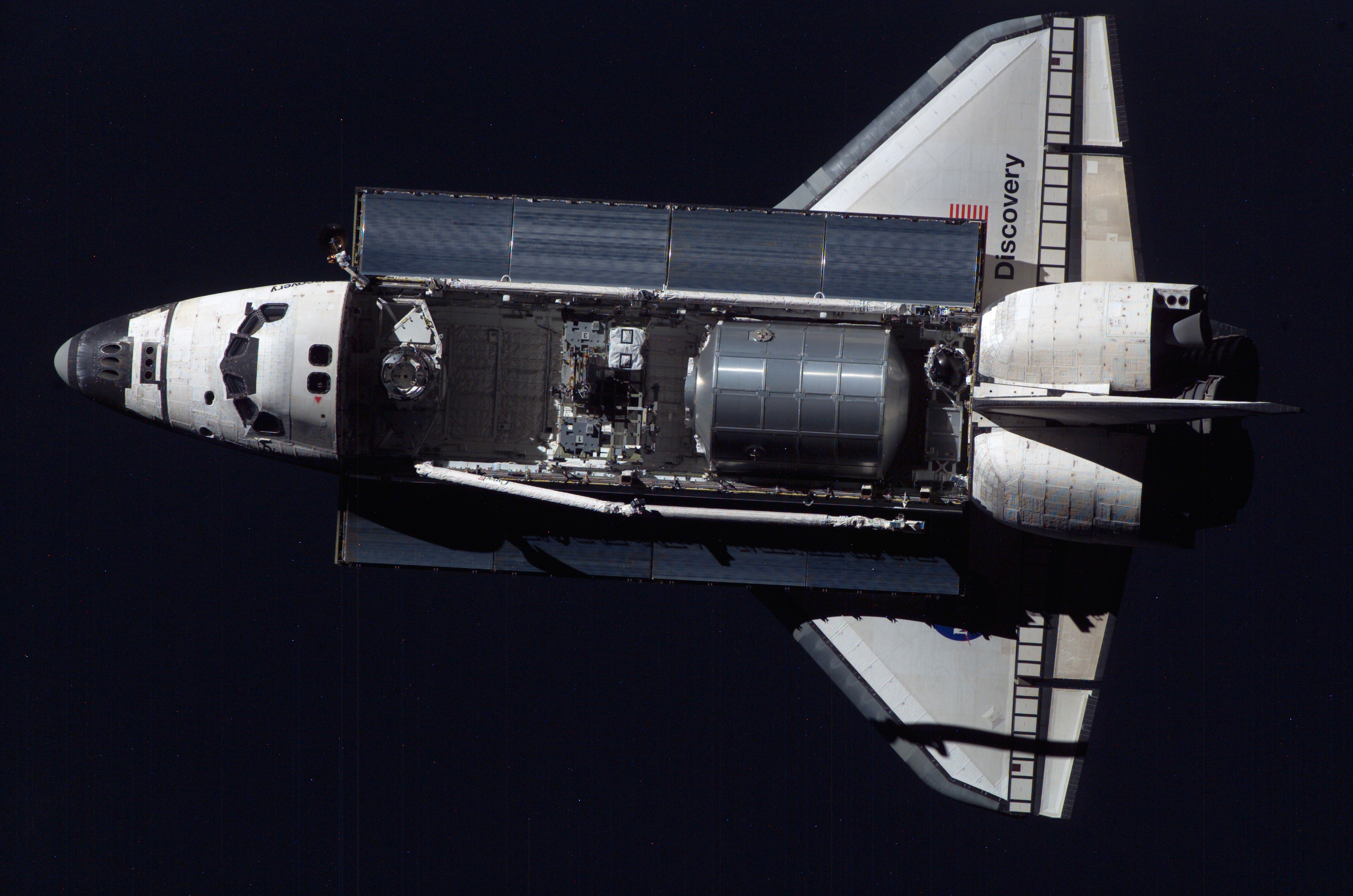
Discovery văzută de pe Stația Spațială Internațională.

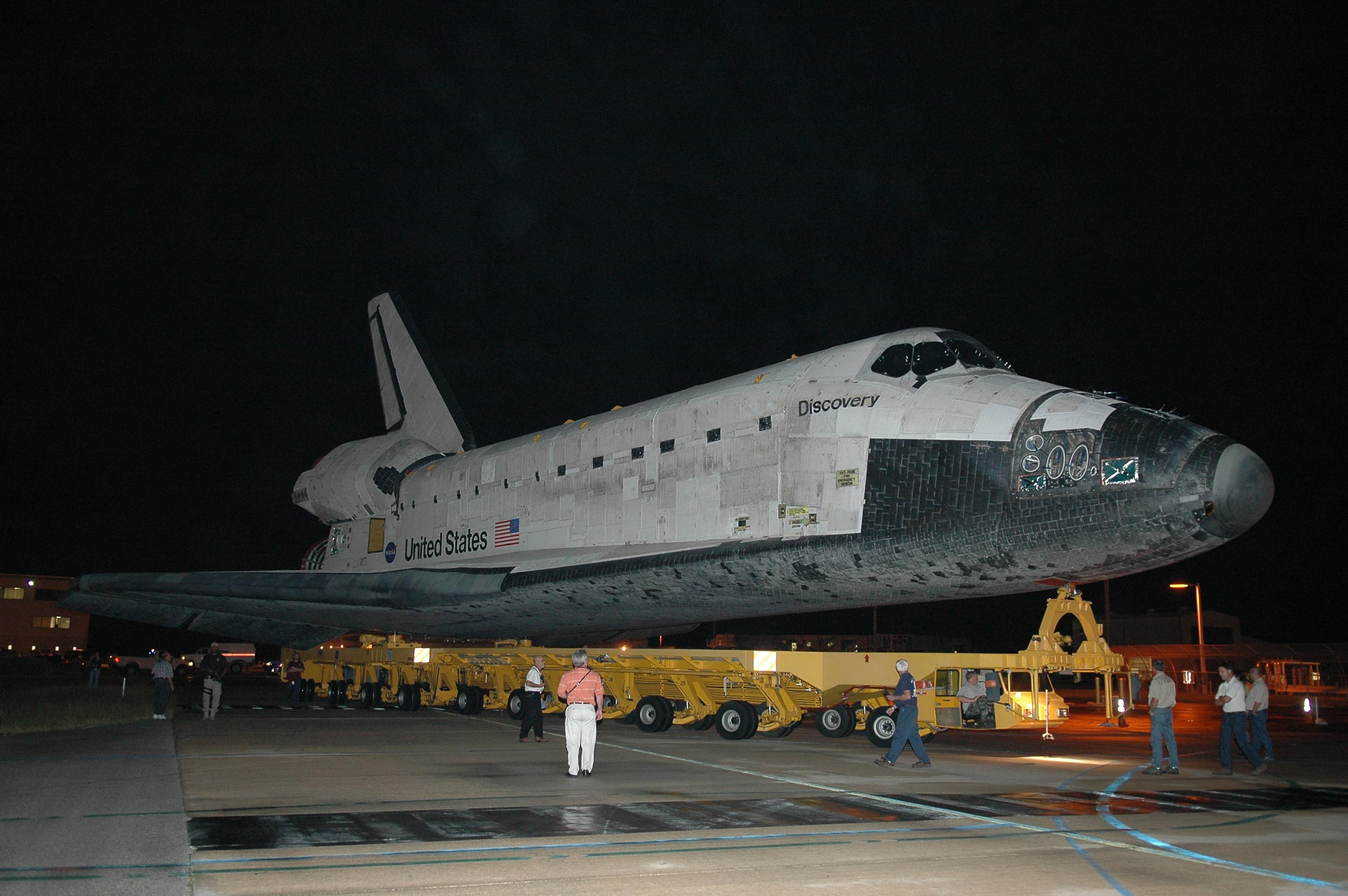
Discovery este mutată de la Orbiter Processing Facility la Vehicle Assembly Building pentru misiunea STS-116, Oct.31, 2006.

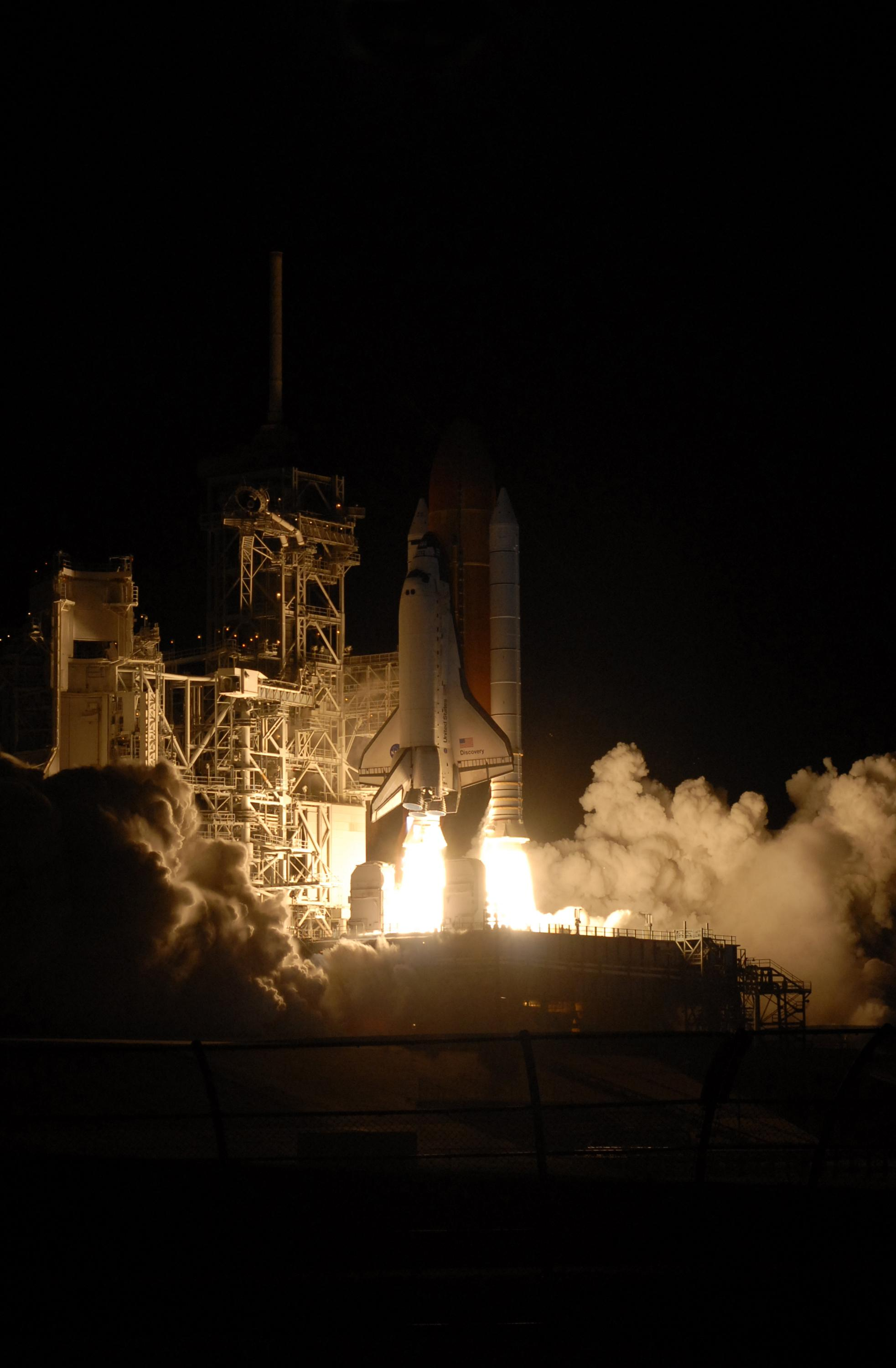
Lansarea pe timp de noapte a misiunii STS-116.

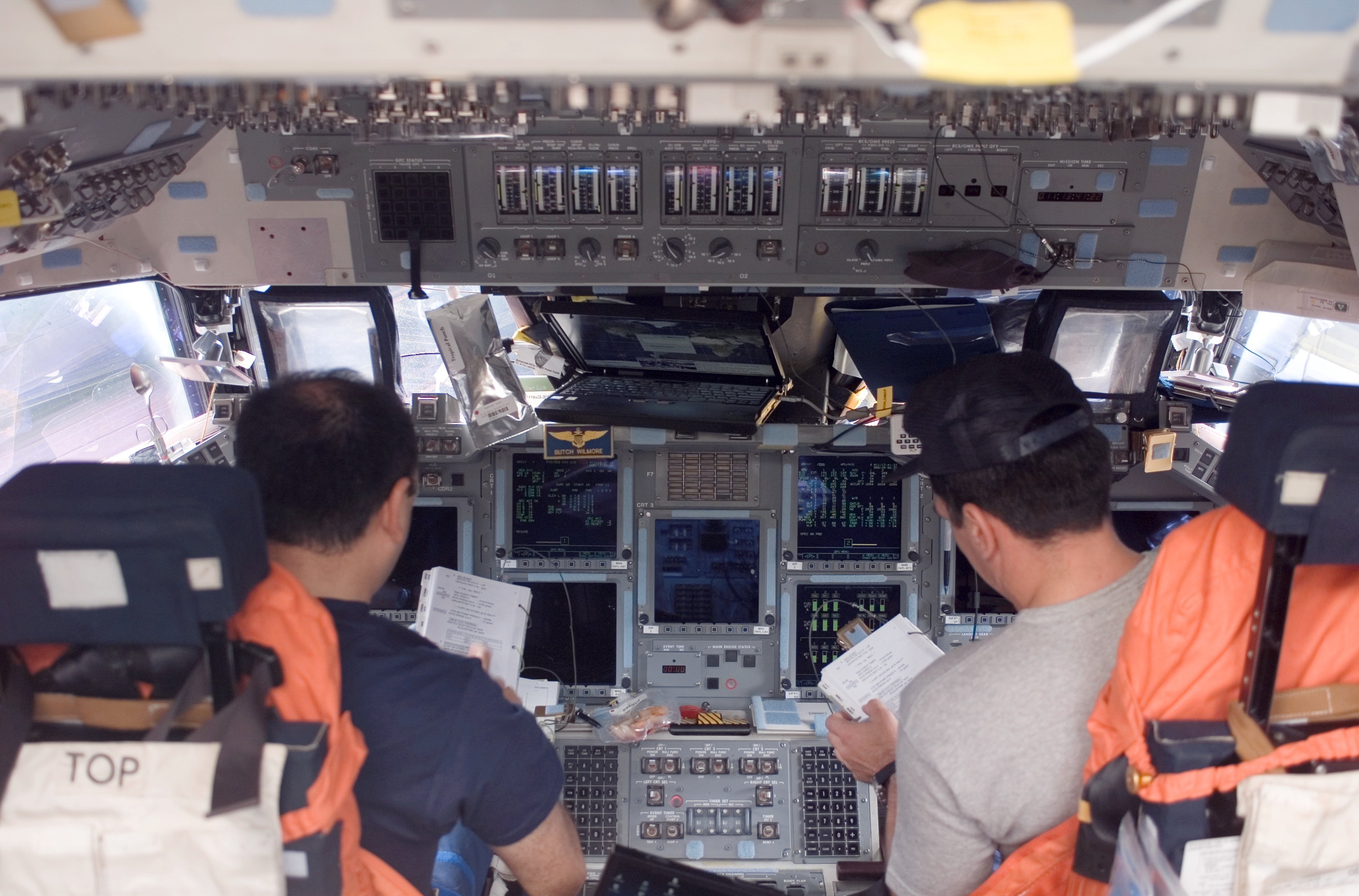
Puntea de zbor.

- STS-133: Ultimul zbor

| Data               | Denumire | Note |
| ------------------ | -------- | --- |
| 1984 30 august     | STS-41-D | Prima misiune : A lansat doi sateliți de comunicații, incluzând LEASAT F2. |
| 1984 8 noiembrie   | STS-51-A | A lansat doi și a recuperat alți doi sateliți de comunicații, incluzând LEASAT F1. |
| 1985 24 ianuarie   | STS-51-C | A lansat satelitul DOD Magnum ELINT . |
| 1985 12 aprilie    | STS-51-D | A lansat doi sateliți de comunicații, incluzând LEASAT F3. |
| 1985 17 iunie      | STS-51-G | A lansat doi sateliți de comunicații, Sultan Salman al-Saud devine primul arab în spațiu. |
| 1985 27 august     | STS-51-I | A lansat doi sateliți de comunicații, incluzând LEASAT F4. Recuperat LEASAT F3. |
| 1988 29 septembrie | STS-26   | Reîntoarcere la zbor după dezastrul Challenger, a lansat TDRS. |
| 1989 13 martie     | STS-29   | A lansat TDRS. |
| 1989 22 noiembrie  | STS-33   | A lansat satelitul DOD Magnum ELINT. |
| 1990 24 aprilie    | STS-31   | A lansat Telescopul spațial Hubble (HST). |
| 1990 6 octombrie   | STS-41   | A lansat proba Ulysses. |
| 1991 28 aprilie    | STS-39   | A lansat satelitul DOD Air Force Program-675 (AFP675). |
| 1991 12 septembrie | STS-48   | Upper Atmosphere Research Satellite (UARS). |
| 1992 22 ianuarie   | STS-42   | International Microgravity Laboratory-1 (IML-1). |
| 1992 2 decembrie   | STS-53   | Încărcătură a Departamentului de Apărare. |
| 1993 8 aprilie     | STS-56   | Atmospheric Laboratory (ATLAS-2). |
| 1993 12 septembrie | STS-51   | Satelit de telecomunicații avansate (ACTS). |
| 1994 3 februarie   | STS-60   | Wake Shield Facility . |
| 1994 9 septembrie  | STS-64   | LIDAR In-Space Technology Experiment (LITE). |
| 1995 3 februarie   | STS-63   | Întâlnire cu Stația Spațială Mir; doar vizită. |
| 1995 13 iulie      | STS-70   | Al 7-lea satelit de urmărire și retransmisie a datelor(TDRS). |
| 1997 11 februarie  | STS-82   | Întreținând Telescopul Spațial Hubble(HSM-2). |
| 1997 7 august      | STS-85   | Telescoape și spectrometre criogenice în infraroșu. |
| 1998 2 iunie       | STS-91   | Ultima misiune de cuplare navetă/Stația Spațială Mir. |
| 1998 29 octombrie  | STS-95   | SPACEHAB, al doilea zbor al lui John Glenn, Pedro Duque devine primul spaniol în spațiu. |
| 1999 27 mai        | STS-96   | Provizii pentru Stația Spațială Internațională. |
| 1999 19 decembrie  | STS-103  | Întreținere Telescopul Spatial Hubble (HSM-3A). |
| 2000 11 octombrie  | STS-92   | Zbor de asamblare a Stației Spațiale Internaționale (a transportat și asamblat segmentul Z1); misiunea 100 a navetelor. |
| 2001 8 martie      | STS-102  | Zbor de rotație al echipajului Stației Spațiale Internaționale (Expediția 1 și Expediția 2) |
| 2001 10 august     | STS-105  | Furnizare de provizii și echipaj către Stația Spațială Internațională (Expediția 2 și Expediția 3) |
| 2005 26 iulie      | STS-114  | Reîntoarcerea la zbor după dezastrul Columbia; furnizare de provizii către Stația Spațială Internațională și testare noi proceduri de siguranță. |
| 2006 4 iulie       | STS-121  | Furnizare de provizii și echipaj către Stația Spațială Internațională. |
| 2006 9 decembrie   | STS-116  | Zbor de asamblare și rotație al echipajului Stației Spațiale Internaționale (a transportat și asamblat segmentul P5). |
| 2007 20 octombrie  | STS-120  | Zbor de asamblare și rotație al echipajului Stației Spațiale Internaționale (a transportat și asamblat modulul de legătură 'Harmony'). |
| 2008 31 mai        | STS-124  | Zbor de asamblare și rotație al echipajului Stației Spațiale Internaționale (a transportat și asamblat modulul japonez 'Kibō'). |
| 2009 15 martie     | STS-119  | Zbor de aprovizionare și rotație al echipajului Stației Spațiale Internaționale. |
| 2009 28 august     | STS-128  | Zbor de aprovizionare și rotație al echipajului Stației Spațiale Internaționale. |
| 2010 5 aprilie     | STS-131  | Zbor de aprovizionare. Naveta Discovery transportă modulul Leonardo care conține numeroase materiale și sisteme de depozitare pentru experimentele științifice, piese de schimb, hrană și materiale necesare zonei de odihnă. Misiunea a marcat, de asemenea, prima dată când 4 femei au fost în spațiu și prima dată când doi astronauți japonezi au fost împreună în spațiu. |
| 2011 24 februarie  | STS-133  | Zbor de aprovizionare și mentenanță către Stația Spațială Internațională. A transportat și montat modulul permanent Leonardo. Ultimul zbor pentru Discovery. |

## Scoaterea din uz
Conform planurilor NASA, Discovery a fost scoasă din uz în 2011 la finele misiunii STS-133.
NASA a oferit Discovery către Smithsonian Institution's National Air and Space Museum pentru expunere și conservare ca parte a colecției naționale. Aceasta va înlocui naveta Enterprise în interiorul muzeului.